# Département de la Kadeï
Département de la Kadeï är ett departement i Kamerun.   Det ligger i regionen Östra regionen, i den sydöstra delen av landet, 300 km öster om huvudstaden Yaoundé.